# Forschungsminister
Einen Forschungsminister als Regierungsamt für Forschungsangelegenheiten gibt es in vielen Industriestaaten und den größeren Entwicklungsländern.
Noch vor einigen Jahrzehnten ressortiere die Agenda vielfach beim Bildungs-, Unterrichts- oder Wissenschaftsministerium. Mit zunehmender Bedeutung von Forschung und Entwicklung (F&E) findet sich jetzt häufiger ein eigenes Forschungs- oder Technologieministerium.
Zwar hat das Forschungsressort meist die Kompetenz, eigene Forschungsprojekte zu initiieren oder in Auftrag zu geben, jedoch realisieren meist externe Organisationen (Hochschulen, Akademien usw.) die Projekte. Ein direkter Einfluss des Ministeriums auf Dotierung oder Ausrichtung von Forschungsprojekten wird fast einhellig als politisch unerwünscht angesehen und könnte darüber hinaus auch Anlass zu gewisser Korruption geben.
Die eigentliche Forschungsförderung wird in der Regel von eigenen Fonds getätigt, die allerdings (zumindest teilweise) von der öffentlichen Hand – also auch von Forschungsministerien – dotiert werden.
Andere Arbeitsbereiche solcher Ministerien sind unter anderem:
- die Vertretung in internationalen Organisationen wie beispielsweise ESA und ICSU, GIS-Entwicklungen und Funkdienste, ESO, CEI und andere technisch-wissenschaftliche Kooperationen,
- die Vorbereitung und Begleitung von Erlässen, Gesetzentwürfen, Verträgen usw.,
- die Erarbeitung wissenschaftlich-organisatorischer Richtlinien
- und die Mitarbeit in (inter)nationalen oder interdisziplinären Ausschüssen, z. B. für Normierungen,
- die politische Unterstützung der akademischen Institutionen,
- die Funktion als Dachverband für staatliche Forschungseinrichtungen (Museen, Akademien usw.), für Bundesanstalten und Bundesämter (z. B. Bergbau, Geodäsie, geologisches Landesamt, Wildbachverbauung)
- die Initiierung relevanter Studien (z. B. Umwelt, Energie, Verkehr), Bedarfserhebungen und staatlich anzufordernder Begutachtungen
- die Erhöhung des Stellenwertes der Forschung in der öffentlichen Wahrnehmung,
- Querverbindungen zu Wirtschaftsförderung und Umweltschutz,
- sowie koordinierende Aufgaben im Grenzbereich zwischen Wissenschaft, Forschung, Politik und Gesellschaft.